# Monsieur votre fille
Monsieur votre fille est une comédie-vaudeville en 1 acte d'Eugène Labiche, créée Paris, au théâtre du Vaudeville, le 2 mars 1855.

## Distribution
| Acteurs et actrices ayant créé les rôles |                             |
| Personnage                               | Acteur ou actrice           |
| Angel Doucinet, 28 ans                   | M. Delannoy                 |
| Montflachard                             | M. Parade                   |
| Jean, domestique                         | M. Galaberd                 |
| Bradamante, fille de Montflachard        | Mlle Luther et Mlle Bilhaut |
| Berthe, nièce de Montflachard            | Marie Dupuis                |